# Gregorovič
Gregorovič je priimek v Sloveniji, ki ga je po podatkih Statističnega urada Republike Slovenije na dan 1. januarja 2010 uporabljalo 11 oseb in je med vsemi priimki po pogostosti uporabe uvrščen na 17.803 mesto.

## Znani nosilci priimka
- Vladimir Gregorovič (1920-2004), veterinar